# SYN cookie
SYN cookie 是一种用于阻止 SYN flood 攻击的技术。这项技术的主要发明人 Daniel J. Bernstein  将 SYN cookies 定义为“TCP 服务器进行的对开始TCP数据包序列数字的特定选择”。举例来说，SYN Cookies 的应用允许服务器当 SYN 队列被填满时避免丢弃连接。相反，服务器会表现得像 SYN 队列扩大了一样。服务器会返回适当的 SYN+ACK 响应，但会丢弃 SYN 队列条目。如果服务器接收到客户端随后的ACK响应，服务器能够使用编码在 TCP 序号内的信息重构 SYN 队列条目。

## 实现
发起一个 TCP 连接时，客户端将一个 TCP SYN 包发送给服务器。作为响应，服务器将 TCP SYN + ACK 包返回给客户端。此数据包中有一个序号（sequence number，TCP头中的第二个32 bit），它被 TCP 用来重新组装数据流。根据 TCP 规范，由端点发送的第一个序号可以是由该端点决定的任何值。SYN Cookies 是根据以下规则构造的初始序号：
- 令 t 为一个缓慢递增的时间戳（通常为 time() >> 6 ，提供 64 秒的解析度）；
- 令 m 为服务器会在 SYN 队列条目中存储的最大分段大小（maximum segment size，简称为 MSS）；
- 令 s 为一个加密散列函数对服务器和客户端各自的 IP 地址和端口号以及 t 进行运算的结果。返回得到的数值 s 必须是一个24位值。

初始 TCP 序号，也就是所谓的 SYN cookie，按照如下算法得到：
- 头五位：t mod 32；
- 中三位：m 编码后的数值；
- 末24位：s 本身；

注：由于  必须用 3 位进行编码，服务器在启用了  时只能为  发送八种不同的数值。
根据 TCP 规范，当客户端发回 TCP ACK 包给服务器以响应服务器的 SYN + ACK 包时，客户端必须使用由服务器发送的初始序号加1作为数据包中的确认号。服务器接着从确认号中减去 1 以便还原向客户端发送的原始 SYN Cookie。
接下来服务器进行以下检查：
- 根据当前的时间以及 t 来检查连接是否过期。
- 重新计算 s 来确认这是不是一个有效的 SYN Cookie。
- 从 3 位编码中解码 m，以便之后用来重建 SYN 队列条目。在此之后，连接照常进行。

## 缺陷
SYN Cookies 的使用不与任何协议定义冲突，照理来说它该和所有的 TCP 实现兼容。然而，当 SYN Cookies 使用的时候，会发生两种值得注意的变化：首先，服务器只能编码八种 MSS 数值，因为只有 3 位二进制空间可用。其次，这个服务器必须拒绝所有的 TCP 选用项，例如大型窗口和时间戳，因为服务器会在信息被用其他方式存储时丢弃 SYN 队列条目。 
尽管这些限制将不可避免地导致一个不如最佳的体验，它们的效果很少被客户端注意到——这些改变只在被攻击时值得注意。在这样的情况下，牺牲 TCP 选项来保护连接一般被认为是合乎情理的。 
Linux内核 从 2.6.26 版本开始为 TCP 选用项加入了有限的支持，通过把它们编码在时间戳内实现。
较新的 TCP Cookie 传输（TCPCT）标准被设计用来克服 SYN Cookies 的这些问题，并且在各种方面改进这套机制。不像 SYN Cookies，TCPCT 是一个 TCP 拓展并且要求两端点都支持 TCPCT。

## 安全考量
被设置为允许所有出站连接但对入站连接有限制（例如在 Web 服务器上只允许 80 端口）的简单防火墙一般是这样实现的：只阻断不必要端口的 SYN 请求。如果 SYN Cookies 被启动了，应当小心以保证攻击者不能使用伪造 ACK、尝试随机序列号的方式来绕过这样的防火墙。因此 SYN cookies 应该按照每个端口单独处理的方式来调节开关，这样的话一个公共端口上的 SYN Cookies 并不会在一个私有端口上被认可。

## 历史
Daniel J. Bernstein 和 Eric Schenk 于 1996 年九月创造了这个技术。Jeff Weisberg 在一个月后发布了最早的实现（在 SunOS 上），Eric Schenk 随后在 1997 年二月发布了他的 Linux 实现（目前的实现使用，例如 net.ipv4.tcp_syncookies（页面存档备份，存于））。